# AVC Challenge Cup for Women 2023
AVC Challenge Cup for Women 2023 là giải AVC Challenge Cup for Women lần thứ tư do Liên đoàn Bóng chuyền Châu Á (AVC) cùng với Liên đoàn Bóng chuyền Indonesia (PBVSI) tổ chức. Giải đấu này được tổ chức tại nhà thi đấu Tridharma, huyện Gresik, tỉnh Đông Java, Indonesia từ ngày 18 đến 25 tháng 6 năm 2023. Đội vô địch giải đấu giành quyền dự FIVB Volleyball Women's Challenger Cup 2023.
Việt Nam đã vô địch giải đấu lần đầu tiên sau đánh bại chủ nhà Indonesia trong trận chung kết dài 5 set. Đài Bắc Trung Hoa giành huy chương đồng sau khi thắng Ấn Độ với tỉ số 3–0. Trần Thị Thanh Thúy là vận động viên xuất sắc nhất của giải đấu.

## Vòng loại
Theo quy định của AVC, có tối đa 16 đội được tham dự giải đấu, được lựa chọn như sau:
- 1 đội chủ nhà
- 10 đội dựa trên bảng xếp hạng chung cuộc của giải đấu trước
- 5 đội từ 5 khu vực (với một giải đấu vòng loại nếu cần)

### Các đội vượt qua vòng loại
| Quốc gia          | Khu vực | Cách vượt qua vòng loại | Ngày vượt qua vòng loại | Những lần tham dự trước | Những lần tham dự trước | Những lần tham dự trước | Thành tích tốt nhất |
| Quốc gia          | Khu vực | Cách vượt qua vòng loại | Ngày vượt qua vòng loại | Tổng số lần             | Lần đầu                 | Lần cuối                | Thành tích tốt nhất |
| ----------------- | ------- | ----------------------- | ----------------------- | ----------------------- | ----------------------- | ----------------------- | ------------------- |
| Indonesia         | SEAVA   | Chủ nhà                 | 20 tháng 12, 2022       | 0                       | Không có                | Không có                | Không có            |
| Úc                | OZVA    | Đội OZVA thứ nhất       | 2 tháng 2, 2023         | 0                       | Không có                | Không có                | Không có            |
| Đài Bắc Trung Hoa | EAZVA   | Đội EAZVA thứ nhất      | 2 tháng 2, 2023         | 0                       | Không có                | Không có                | Không có            |
| Hồng Kông         | EAZVA   | Đội EAZVA thứ hai       | 2 tháng 2, 2023         | 1                       | 2022                    | 2022                    | Vô địch (2022)      |
| Ấn Độ             | CAVA    | Đội CAVA thứ nhất       | 2 tháng 2, 2023         | 1                       | 2022                    | 2022                    | Á quân (2022)       |
| Iran              | CAVA    | Đội CAVA thứ hai        | 2 tháng 2, 2023         | 0                       | Không có                | Không có                | Không có            |
| Kazakhstan        | CAVA    | Đội CAVA thứ ba         | 2 tháng 2, 2023         | 0                       | Không có                | Không có                | Không có            |
| Ma Cao            | EAZVA   | Đội EAZVA thứ ba        | 2 tháng 2, 2023         | 0                       | Không có                | Không có                | Không có            |
| Mông Cổ           | EAZVA   | Đội EAZVA thứ tư        | 2 tháng 2, 2023         | 0                       | Không có                | Không có                | Không có            |
| Philippines       | SEAVA   | Đội SEAVA thứ nhất      | 2 tháng 2, 2023         | 0                       | Không có                | Không có                | Không có            |
| Uzbekistan        | CAVA    | Đội CAVA thứ tư         | 2 tháng 2, 2023         | 1                       | 2022                    | 2022                    | Hạng tư (2022)      |
| Việt Nam          | SEAVA   | Đội SEAVA thứ hai       | 2 tháng 2, 2023         | 0                       | Không có                | Không có                | Không có            |

## Các bảng đấu
Lễ bốc thăm chia bảng diễn ra vào ngày 16 tháng 3 năm 2023.
| Bảng A              | Bảng B                | Bảng C          | Bảng D         |
| ------------------- | --------------------- | --------------- | -------------- |
| Indonesia (Chủ nhà) | Hồng Kông (1)         | Ấn Độ (2)       | Uzbekistan (4) |
| Ma Cao (–)          | Đài Bắc Trung Hoa (–) | Úc (–)          | Mông Cổ (–)    |
| Philippines (–)     | Iran (–)              | Kazakhstan (–)* | Việt Nam (–)   |

* Kazakhstan đã rút khỏi giải đấu.

## Tiêu chí xếp hạng vòng bảng
1. Số trận thắng
2. Nếu các đội có số trận thắng bằng nhau, áp dụng tiebreaker thứ nhất: Xếp hạng các đội theo số điểm thu được trong các trận đấu:
  - Trận có tỉ số 3–0 hoặc 3–1: Đội thắng được 3 điểm, đội thua không có điểm
  - Trận có tỉ số 3–2: Đội thắng được 2 điểm, đội thua được 1 điểm
  - Trận đấu bị xử thua: Đội thắng được 3 điểm, đội bị xử thua không có điểm (0–25, 0–25, 0–25)
3. Nếu các đội có cùng số trận thắng và cùng số điểm, AVC sẽ xác định thứ hạng theo trình tự sau:
  - Tỉ số hiệp: nếu hai hoặc nhiều đội bằng điểm, các đội sẽ được xếp hạng theo tỉ số giữa số hiệp thắng và số hiệp thua.
  - Tỉ số quả: nếu có tỉ số hiệp bằng nhau, các đội sẽ được xếp hạng theo tỉ số giữa tổng số quả thắng và tổng số quả thua trong tất cả các hiệp.
  - Nếu 2 đội có tỉ số quả bằng nhau, đội thắng trong trận đấu vòng bảng giữa hai đội xếp trên. Nếu có 3 đội trở lên có tỉ số quả bằng nhau, các đội được xếp hạng dựa trên các trận đấu giữa các đội này.

## Vòng sơ loại
- Tất cả thời gian theo giờ miền Tây Indonesia (UTC+07:00)

|  | Đội vào bảng E              |
|  | Đội vào bảng F              |
|  | Đội vào vòng phân hạng 9–11 |

### Bảng A
|      |             | Trận đấu | Trận đấu | Điểm | Set | Set | Set   | Điểm | Điểm | Điểm  |
| Hạng | Đội         | T        | B        | Điểm | T   | B   | Tỉ lệ | T    | B    | Tỉ lệ |
| ---- | ----------- | -------- | -------- | ---- | --- | --- | ----- | ---- | ---- | ----- |
| 1    | Indonesia   | 2        | 0        | 6    | 6   | 0   | MAX   | 150  | 80   | 1.875 |
| 2    | Philippines | 1        | 1        | 3    | 3   | 3   | 1.000 | 122  | 110  | 1.109 |
| 3    | Ma Cao      | 0        | 2        | 0    | 0   | 6   | 0.000 | 68   | 150  | 0.453 |

Nguồn: Daily Bulletin 4 AVC Challenge Cup 2023
| Ngày       | Thời gian |             | Điểm |             | Set 1 | Set 2 | Set 3 | Set 4 | Set 5 | Tổng  | Nguồn   |
| ---------- | --------- | ----------- | ---- | ----------- | ----- | ----- | ----- | ----- | ----- | ----- | ------- |
| 18 tháng 6 | 11:30     | Ma Cao      | 0–3  | Indonesia   | 7–25  | 18–25 | 8–25  |       |       | 33–75 | Báo cáo |
| 19 tháng 6 | 14:00     | Philippines | 3–0  | Ma Cao      | 25–14 | 25–12 | 25–9  |       |       | 75–35 | Báo cáo |
| 20 tháng 6 | 19:00     | Indonesia   | 3–0  | Philippines | 25–17 | 25–20 | 25–10 |       |       | 75–47 | Báo cáo |

### Bảng B
|      |                   | Trận đấu | Trận đấu | Điểm | Set | Set | Set   | Điểm | Điểm | Điểm  |
| Hạng | Đội               | T        | B        | Điểm | T   | B   | Tỉ lệ | T    | B    | Tỉ lệ |
| ---- | ----------------- | -------- | -------- | ---- | --- | --- | ----- | ---- | ---- | ----- |
| 1    | Đài Bắc Trung Hoa | 2        | 0        | 6    | 6   | 0   | MAX   | 150  | 99   | 1.515 |
| 2    | Iran              | 1        | 1        | 2    | 3   | 5   | 0.600 | 153  | 170  | 0.900 |
| 3    | Hồng Kông         | 0        | 2        | 1    | 2   | 6   | 0.333 | 147  | 181  | 0.812 |

Nguồn: Daily Bulletin 4 AVC Challenge Cup 2023
| Ngày       | Thời gian |                   | Điểm |                   | Set 1 | Set 2 | Set 3 | Set 4 | Set 5 | Tổng   | Nguồn   |
| ---------- | --------- | ----------------- | ---- | ----------------- | ----- | ----- | ----- | ----- | ----- | ------ | ------- |
| 18 tháng 6 | 14:00     | Hồng Kông         | 0–3  | Đài Bắc Trung Hoa | 14–25 | 20–25 | 18–25 |       |       | 52–75  | Báo cáo |
| 19 tháng 6 | 16:30     | Iran              | 3–2  | Hồng Kông         | 22–25 | 25–20 | 25–17 | 19–25 | 15–8  | 106–95 | Báo cáo |
| 20 tháng 6 | 14:00     | Đài Bắc Trung Hoa | 3–0  | Iran              | 25–18 | 25–16 | 25–13 |       |       | 75–47  | Báo cáo |

### Bảng C
|      |       | Trận đấu | Trận đấu | Điểm | Set | Set | Set   | Điểm | Điểm | Điểm  |
| Hạng | Đội   | T        | B        | Điểm | T   | B   | Tỉ lệ | T    | B    | Tỉ lệ |
| ---- | ----- | -------- | -------- | ---- | --- | --- | ----- | ---- | ---- | ----- |
| 1    | Ấn Độ | 1        | 0        | 3    | 3   | 1   | 3.000 | 88   | 77   | 1.143 |
| 2    | Úc    | 0        | 1        | 0    | 1   | 3   | 0.333 | 77   | 88   | 0.875 |

Nguồn: Daily Bulletin 4 AVC Challenge Cup 2023
| Ngày       | Thời gian |    | Điểm |       | Set 1 | Set 2 | Set 3 | Set 4 | Set 5 | Tổng  | Nguồn   |
| ---------- | --------- | -- | ---- | ----- | ----- | ----- | ----- | ----- | ----- | ----- | ------- |
| 18 tháng 6 | 16:30     | Úc | 1–3  | Ấn Độ | 25–13 | 16–25 | 22–25 | 14–25 |       | 77–88 | Báo cáo |

### Bảng D
|      |            | Trận đấu | Trận đấu | Điểm | Set | Set | Set   | Điểm | Điểm | Điểm  |
| Hạng | Đội        | T        | B        | Điểm | T   | B   | Tỉ lệ | T    | B    | Tỉ lệ |
| ---- | ---------- | -------- | -------- | ---- | --- | --- | ----- | ---- | ---- | ----- |
| 1    | Việt Nam   | 2        | 0        | 6    | 6   | 0   | MAX   | 150  | 76   | 1.974 |
| 2    | Uzbekistan | 1        | 1        | 2    | 3   | 5   | 0.600 | 129  | 171  | 0.754 |
| 3    | Mông Cổ    | 0        | 2        | 1    | 2   | 6   | 0.333 | 137  | 169  | 0.811 |

| Ngày       | Thời gian |            | Điểm |            | Set 1 | Set 2 | Set 3 | Set 4 | Set 5 | Tổng  | Nguồn   |
| ---------- | --------- | ---------- | ---- | ---------- | ----- | ----- | ----- | ----- | ----- | ----- | ------- |
| 18 tháng 6 | 19:00     | Việt Nam   | 3–0  | Mông Cổ    | 25–12 | 25–17 | 25–12 |       |       | 75–41 | Báo cáo |
| 19 tháng 6 | 19:00     | Uzbekistan | 0–3  | Việt Nam   | 11–25 | 6–25  | 18–25 |       |       | 35–75 | Báo cáo |
| 20 tháng 6 | 16:30     | Mông Cổ    | 2–3  | Uzbekistan | 20–25 | 25–14 | 25–15 | 16–25 | 10–15 | 96–94 | Báo cáo |

## Vòng phân loại
- Tất cả thời gian theo giờ miền Tây Indonesia (UTC+07:00)
- Kết quả và điểm của các trận đấu giữa các đội đã gặp nhau ở vòng sơ loại sẽ được tính cho vòng phân loại.

|  | Đội vào bán kết            |
|  | Đội vào vòng phân hạng 5–8 |

### Bảng E
|      |             | Trận đấu | Trận đấu | Điểm | Set | Set | Set   | Điểm | Điểm | Điểm  |
| Hạng | Đội         | T        | B        | Điểm | T   | B   | Tỉ lệ | T    | B    | Tỉ lệ |
| ---- | ----------- | -------- | -------- | ---- | --- | --- | ----- | ---- | ---- | ----- |
| 1    | Indonesia   | 3        | 0        | 9    | 9   | 0   | MAX   | 225  | 144  | 1.563 |
| 2    | Ấn Độ       | 1        | 2        | 4    | 5   | 7   | 0.714 | 257  | 261  | 0.985 |
| 3    | Úc          | 1        | 2        | 3    | 4   | 7   | 0.571 | 219  | 248  | 0.883 |
| 4    | Philippines | 1        | 2        | 2    | 4   | 8   | 0.500 | 241  | 289  | 0.834 |

Nguồn: Daily Bulletin 6 AVC Challenge Cup 2023
| Ngày       | Thời gian |             | Điểm |       | Set 1 | Set 2 | Set 3 | Set 4 | Set 5 | Tổng    | Nguồn   |
| ---------- | --------- | ----------- | ---- | ----- | ----- | ----- | ----- | ----- | ----- | ------- | ------- |
| 21 tháng 6 | 16:30     | Philippines | 3–2  | Ấn Độ | 25–22 | 26–28 | 11–25 | 29–27 | 18–16 | 109–118 | Báo cáo |
| 21 tháng 6 | 19:00     | Indonesia   | 3–0  | Úc    | 25–13 | 25–17 | 25–16 |       |       | 75–46   | Báo cáo |
| 23 tháng 6 | 16:30     | Philippines | 1–3  | Úc    | 18–25 | 22–25 | 25–21 | 20–25 |       | 85–96   | Báo cáo |
| 23 tháng 6 | 19:00     | Indonesia   | 3–0  | Ấn Độ | 25–21 | 25–15 | 25–16 |       |       | 75–52   | Báo cáo |

### Bảng F
|      |                   | Trận đấu | Trận đấu | Điểm | Set | Set | Set   | Điểm | Điểm | Điểm  |
| Hạng | Đội               | T        | B        | Điểm | T   | B   | Tỉ lệ | T    | B    | Tỉ lệ |
| ---- | ----------------- | -------- | -------- | ---- | --- | --- | ----- | ---- | ---- | ----- |
| 1    | Việt Nam          | 3        | 0        | 9    | 9   | 0   | MAX   | 225  | 128  | 1.758 |
| 2    | Đài Bắc Trung Hoa | 2        | 1        | 6    | 6   | 3   | 2.000 | 206  | 161  | 1.280 |
| 3    | Iran              | 1        | 2        | 3    | 3   | 6   | 0.500 | 159  | 203  | 0.783 |
| 4    | Uzbekistan        | 0        | 3        | 0    | 0   | 9   | 0.000 | 127  | 225  | 0.564 |

Nguồn: Daily Bulletin 6 AVC Challenge Cup 2023
| Ngày       | Thời gian |                   | Điểm |            | Set 1 | Set 2 | Set 3 | Set 4 | Set 5 | Tổng  | Nguồn   |
| ---------- | --------- | ----------------- | ---- | ---------- | ----- | ----- | ----- | ----- | ----- | ----- | ------- |
| 21 tháng 6 | 11:30     | Iran              | 0–3  | Việt Nam   | 10–25 | 9–25  | 18–25 |       |       | 37–75 | Báo cáo |
| 21 tháng 6 | 14:00     | Đài Bắc Trung Hoa | 3–0  | Uzbekistan | 25–7  | 25–16 | 25–16 |       |       | 75–39 | Báo cáo |
| 23 tháng 6 | 08:30     | Iran              | 3–0  | Uzbekistan | 25–18 | 25–17 | 25–18 |       |       | 75–53 | Báo cáo |
| 23 tháng 6 | 14:00     | Đài Bắc Trung Hoa | 0–3  | Việt Nam   | 20–25 | 17–25 | 19–25 |       |       | 56–75 | Báo cáo |

## Vòng cuối
- Tất cả thời gian theo giờ miền Tây Indonesia (UTC+07:00)

### Hạng 9–11
|      |           | Trận đấu | Trận đấu | Điểm | Set | Set | Set   | Điểm | Điểm | Điểm  |
| Hạng | Đội       | T        | B        | Điểm | T   | B   | Tỉ lệ | T    | B    | Tỉ lệ |
| ---- | --------- | -------- | -------- | ---- | --- | --- | ----- | ---- | ---- | ----- |
| 9    | Hồng Kông | 2        | 0        | 5    | 6   | 2   | 3.000 | 184  | 135  | 1.363 |
| 10   | Mông Cổ   | 1        | 1        | 4    | 5   | 3   | 1.667 | 172  | 143  | 1.203 |
| 11   | Ma Cao    | 0        | 2        | 0    | 0   | 6   | 0.000 | 72   | 150  | 0.480 |

| Ngày       | Thời gian |           | Điểm |           | Set 1 | Set 2 | Set 3 | Set 4 | Set 5 | Tổng   | Nguồn   |
| ---------- | --------- | --------- | ---- | --------- | ----- | ----- | ----- | ----- | ----- | ------ | ------- |
| 21 tháng 6 | 09:00     | Hồng Kông | 3–2  | Mông Cổ   | 25–21 | 25–14 | 22–25 | 22–25 | 15–12 | 109–97 | Báo cáo |
| 24 tháng 6 | 09:00     | Mông Cổ   | 3–0  | Ma Cao    | 25–9  | 25–11 | 25–14 |       |       | 75–34  | Báo cáo |
| 25 tháng 6 | 09:00     | Ma Cao    | 0–3  | Hồng Kông | 12–25 | 12–25 | 14–25 |       |       | 38–75  | Báo cáo |

### Hạng 5–8
|  | Phân hạng 5–8 | Phân hạng 5–8 |              |   | Tranh hạng 5 | Tranh hạng 5 |
|  |               |               |              |   |              |              |
|  | 24 tháng 6    |               |              |   |              |              |
|  |               |               |              |   |              |              |
|  | Úc            | 3             |              |   |              |              |
|  | Úc            | 3             | 25 tháng 6   |   |              |              |
|  | Uzbekistan    | 1             |              |   |              |              |
|  | Uzbekistan    | 1             | Úc           | 1 |              |              |
|  | 24 tháng 6    |               | Úc           | 1 |              |              |
|  |               | Iran          | 3            |   |              |              |
|  | Philippines   | Iran          | 3            | 0 |              |              |
|  | Philippines   |               |              | 0 |              |              |
|  | Iran          | 3             |              |   |              |              |
|  | Iran          | 3             | Tranh hạng 7 |   |              |              |
|  |               |               |              |   |              |              |
|  | 25 tháng 6    |               |              |   |              |              |
|  |               |               |              |   |              |              |
|  | Uzbekistan    | 1             |              |   |              |              |
|  | Uzbekistan    | 1             |              |   |              |              |
|  | Philippines   | 3             |              |   |              |              |

#### Phân hạng 5–8
| Ngày       | Thời gian |             | Điểm |            | Set 1 | Set 2 | Set 3 | Set 4 | Set 5 | Tổng  | Nguồn   |
| ---------- | --------- | ----------- | ---- | ---------- | ----- | ----- | ----- | ----- | ----- | ----- | ------- |
| 24 tháng 6 | 11:30     | Úc          | 3–1  | Uzbekistan | 25–21 | 17–25 | 28–26 | 25–19 |       | 95–91 | Báo cáo |
| 24 tháng 6 | 14:00     | Philippines | 0–3  | Iran       | 20–25 | 13–25 | 16–25 |       |       | 49–75 | Báo cáo |

#### Tranh hạng 7
| Ngày       | Thời gian |            | Điểm |             | Set 1 | Set 2 | Set 3 | Set 4 | Set 5 | Tổng  | Nguồn   |
| ---------- | --------- | ---------- | ---- | ----------- | ----- | ----- | ----- | ----- | ----- | ----- | ------- |
| 25 tháng 6 | 11:30     | Uzbekistan | 1–3  | Philippines | 14–25 | 25–13 | 18–25 | 18–25 |       | 75–88 | Báo cáo |

#### Tranh hạng 5
| Ngày       | Thời gian |    | Điểm |      | Set 1 | Set 2 | Set 3 | Set 4 | Set 5 | Tổng  | Nguồn   |
| ---------- | --------- | -- | ---- | ---- | ----- | ----- | ----- | ----- | ----- | ----- | ------- |
| 25 tháng 6 | 14:00     | Úc | 1–3  | Iran | 20–25 | 25–19 | 18–25 | 20–25 |       | 83–94 | Báo cáo |

### Bốn đội mạnh nhất
|  | Bán kết           | Bán kết  |              |   | Chung kết | Chung kết |
|  |                   |          |              |   |           |           |
|  | 24 tháng 6        |          |              |   |           |           |
|  |                   |          |              |   |           |           |
|  | Indonesia         | 3        |              |   |           |           |
|  | Indonesia         | 3        | 25 tháng 6   |   |           |           |
|  | Đài Bắc Trung Hoa | 2        |              |   |           |           |
|  | Đài Bắc Trung Hoa | 2        | Indonesia    | 2 |           |           |
|  | 24 tháng 6        |          | Indonesia    | 2 |           |           |
|  |                   | Việt Nam | 3            |   |           |           |
|  | Ấn Độ             | Việt Nam | 3            | 0 |           |           |
|  | Ấn Độ             |          |              | 0 |           |           |
|  | Việt Nam          | 3        |              |   |           |           |
|  | Việt Nam          | 3        | Tranh hạng 3 |   |           |           |
|  |                   |          |              |   |           |           |
|  | 25 tháng 6        |          |              |   |           |           |
|  |                   |          |              |   |           |           |
|  | Đài Bắc Trung Hoa | 3        |              |   |           |           |
|  | Đài Bắc Trung Hoa | 3        |              |   |           |           |
|  | Ấn Độ             | 0        |              |   |           |           |

#### Bán kết
| Ngày       | Thời gian |           | Điểm |                   | Set 1 | Set 2 | Set 3 | Set 4 | Set 5 | Tổng    | Nguồn   |
| ---------- | --------- | --------- | ---- | ----------------- | ----- | ----- | ----- | ----- | ----- | ------- | ------- |
| 24 tháng 6 | 16:30     | Indonesia | 3–2  | Đài Bắc Trung Hoa | 22–25 | 26–24 | 22–25 | 25–20 | 15–12 | 110–106 | Báo cáo |
| 24 tháng 6 | 19:00     | Ấn Độ     | 0–3  | Việt Nam          | 17–25 | 18–25 | 21–25 |       |       | 56–75   | Báo cáo |

#### Tranh hạng 3
| Ngày       | Thời gian |                   | Điểm |       | Set 1 | Set 2 | Set 3 | Set 4 | Set 5 | Tổng  | Nguồn   |
| ---------- | --------- | ----------------- | ---- | ----- | ----- | ----- | ----- | ----- | ----- | ----- | ------- |
| 25 tháng 6 | 16:30     | Đài Bắc Trung Hoa | 3–0  | Ấn Độ | 25–13 | 25–15 | 25–18 |       |       | 75–46 | Báo cáo |

#### Chung kết
| Ngày       | Thời gian |           | Điểm |          | Set 1 | Set 2 | Set 3 | Set 4 | Set 5 | Tổng    | Nguồn   |
| ---------- | --------- | --------- | ---- | -------- | ----- | ----- | ----- | ----- | ----- | ------- | ------- |
| 25 tháng 6 | 19:00     | Indonesia | 2–3  | Việt Nam | 18–25 | 27–25 | 25–21 | 20–25 | 13–15 | 103–111 | Báo cáo |

## Bảng xếp hạng chung cuộc
| Hạng | Đội               |
| ---- | ----------------- |
| 1    | Việt Nam          |
| 2    | Indonesia         |
| 3    | Đài Bắc Trung Hoa |
| 4    | Ấn Độ             |
| 5    | Iran              |
| 6    | Úc                |
| 7    | Philippines       |
| 8    | Uzbekistan        |
| 9    | Hồng Kông         |
| 10   | Mông Cổ           |
| 11   | Ma Cao            |

|  | Giành quyền tham dự FIVB Challenger Cup 2023 |

| Nhà vô địch Cúp Thách thức Châu Á |
| --------------------------------- |
| · Việt Nam · Lần thứ nhất         |

| Đội hình 14 người |
| Trần Thị Thanh Thúy, Nguyễn Thị Kim Liên, Phạm Thị Nguyệt Anh, Trần Thị Bích Thủy, Hoàng Thị Kiều Trinh, Nguyễn Khánh Đang, Võ Thị Kim Thoa, Nguyễn Thị Trinh, Vi Thị Như Quỳnh, Đoàn Thị Xuân, Đoàn Thị Lâm Oanh, Trần Tú Linh, Lý Thị Luyến, Đinh Thị Trà Giang |
| Huấn luyện viên trưởng |
| Nguyễn Tuấn Kiệt |

## Giải thưởng
| - Vận động viên xuất sắc nhất Trần Thị Thanh Thúy (VIE) - Chuyền hai xuất sắc nhất Đoàn Thị Lâm Oanh (VIE) - Chủ công xuất sắc nhất Trần Thị Thanh Thúy (VIE) Wu Fang-yu (TPE) | - Phụ công xuất sắc nhất Đinh Thị Trà Giang (VIE) Wilda Nurfadhilah (INA) - Đối chuyền xuất sắc nhất Megawati Hangestri Pertiwi (INA) - Libero xuất sắc nhất Yulis Indahyani (INA) |